# Andrius Skerla
Andrius Skerla (Vilnius, 29 april 1977) is een Litouws voormalig voetballer (verdediger) die in het seizoen 2012/13 voor FK Žalgiris Vilnius speelde. Eerder speelde hij onder andere voor PSV Eindhoven, Dunfermline, Tom Tomsk en Jagiellonia Białystok.

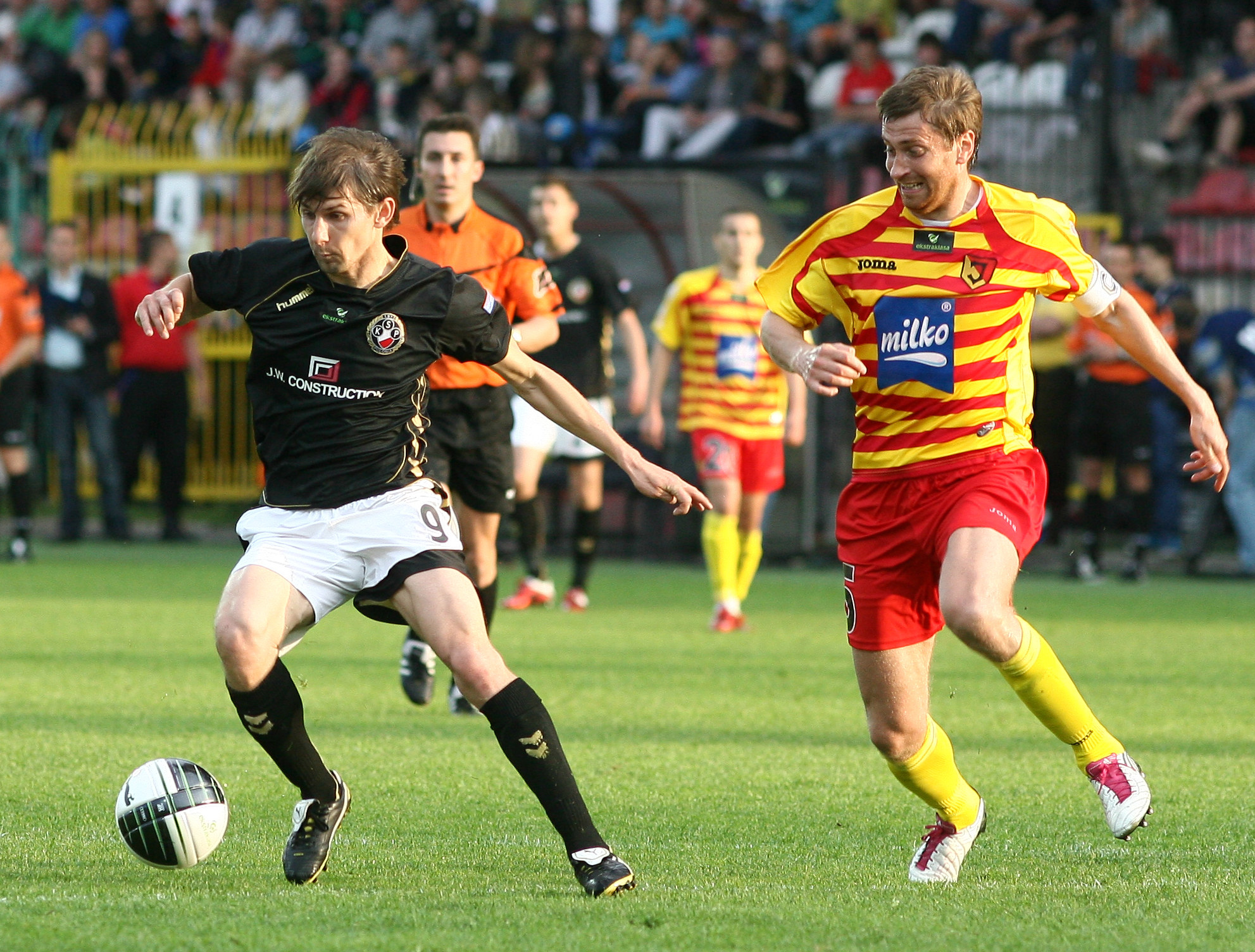
Euzebiusz Smolarek (links) in duel met Skerla

## Interlandcarrière
Skerla speelde sinds 1996 in totaal 75 interlands voor de Litouwse nationale ploeg. Met dat aantal is hij nationaal recordhouder. Skerla maakte gedurende zijn interlandcarrière één doelpunt. Dat was uitgerekend in zijn vijftigste interland, op 7 oktober 2006 in de EK-kwalificatiewedstrijd in Toftir tegen de Faeröer (0-1). Skerla maakte zijn debuut op 3 november 1996 in de vriendschappelijke wedstrijd tegen Indonesië, die in Vilnius met 4-0 werd gewonnen.

## Erelijst
FK Žalgiris Vilnius
- Landskampioen

Winnaar: 2013
- Litouwse Supercup

Winnaar: 2013
- Beker van Litouwen

Winnaar: 1996/1997, 2011/2012, 2012/2013
 PSV Eindhoven
- Nederlands landskampioen

2000
 Jagiellonia Białystok
- Beker van Polen

2009/10
- Poolse Supercup

2010